# Медовичка чорноголова
Медови́чка чорноголова (Myzomela melanocephala) — вид горобцеподібних птахів родини медолюбових (Meliphagidae). Ендемік Соломонових Островів.

## Поширення і екологія
Чорноголові медовички мешкають на островах Нггела, Саво і Гуадалканал. Вони живуть у вологих рівнинних тропічних лісах і в садах.